# Grand Prix automobile d'Italie 1934

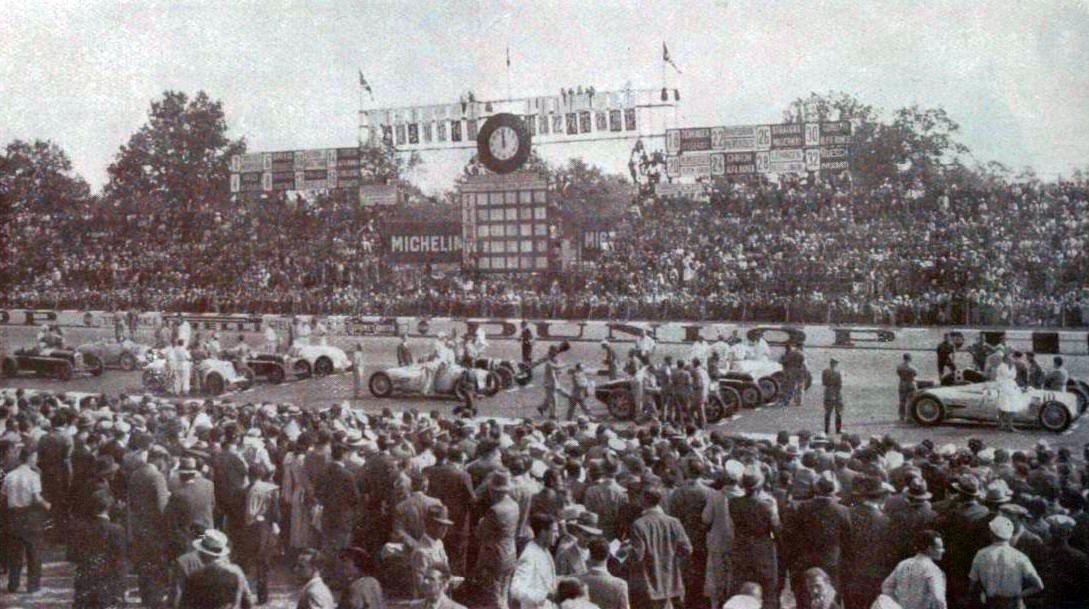
Départ du Grand Prix d'Italie 1934, à Monza.

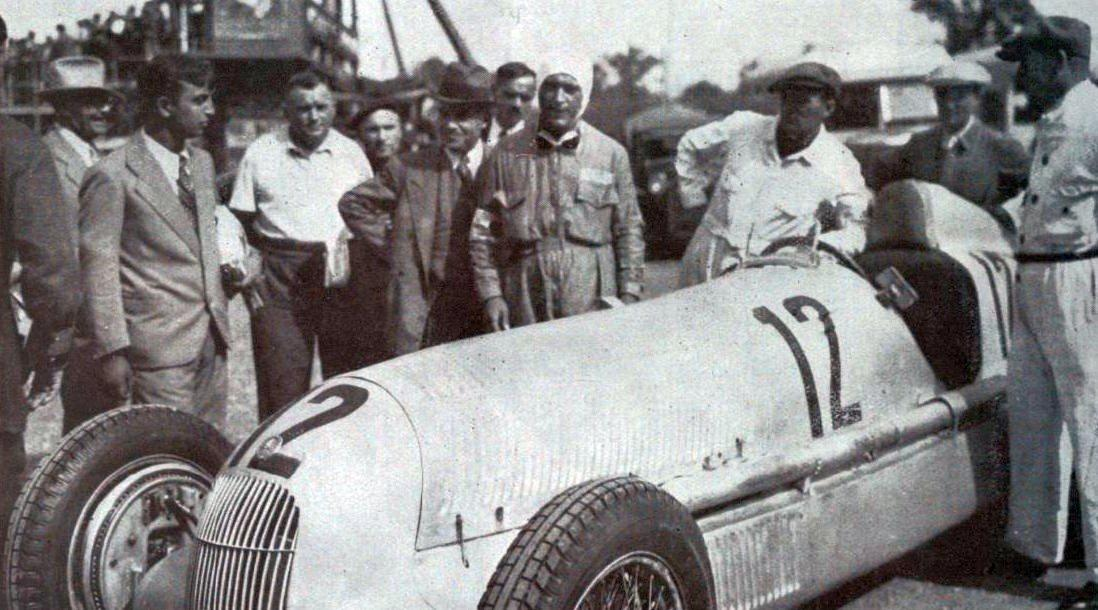
Luigi Fagioli, vainqueur du Grand Prix d'Italie 1934 avec R. Caracciola.

Le Grand Prix automobile d'Italie 1934 est un Grand Prix qui s'est tenu sur le circuit de Monza, dans sa configuration la plus courte, le 9 septembre 1934.

## Grille de départ
| 1re ligne | Pos. 1              |                         | Pos. 2            |                      | Pos. 3            |
|           | Caracciola Mercedes |                         | Varzi Alfa Romeo  |                      | *                 |
| 2e ligne  |                     | Pos. 4                  |                   | Pos. 5               |                   |
|           |                     | Nuvolari Maserati       |                   | Stuck Auto Union     |                   |
| 3e ligne  | Pos. 6              |                         | Pos. 7            |                      | Pos. 8            |
|           | Fagioli Mercedes    |                         | Trossi Alfa Romeo |                      | Howe Bugatti      |
| 4e ligne  |                     | Pos. 9                  |                   | Pos. 10              |                   |
|           |                     | Zehender Maserati       |                   | Momberger Auto Union |                   |
| 5e ligne  | Pos. 11             |                         | Pos. 12           |                      | Pos. 13           |
|           | Henne Mercedes      |                         | Chiron Alfa Romeo |                      | Straight Maserati |
| 6e ligne  |                     | Pos. 14                 |                   | Pos. 15              |                   |
|           |                     | Zu Leiningen Auto Union |                   | Comotti Alfa Romeo   |                   |
| 7e ligne  | Pos. 16             |                         | Pos. 17           |                      | Pos. 18           |
|           |                     |                         | Rüesch Alfa Romeo |                      |                   |

* Notes : Antonio Brivio alors en 3e position ne peut prendre le départ de l'épreuve.

## Classement de la course
| Pos. | no | Pilote                                 | Écurie               | Châssis           | Tours | Temps/Abandon                | Grille |
| ---- | -- | -------------------------------------- | -------------------- | ----------------- | ----- | ---------------------------- | ------ |
| 1    | 2  | Rudolf Caracciola Luigi Fagioli        | Daimler-Benz AG      | Mercedes-Benz W25 | 116   | 4 h 45 min 47 s              | 1      |
| 2    | 10 | Hans Stuck Hermann zu Leiningen        | Auto Union           | Auto Union Type A | 115   | + 1 tour                     | 5      |
| 3    | 14 | Carlo Felice Trossi Gianfranco Comotti | Scuderia Ferrari     | Alfa Romeo Tipo B | 114   | + 2 tours                    | 7      |
| 4    | 24 | Louis Chiron                           | Scuderia Ferrari     | Alfa Romeo Tipo B | 113   | + 3 tours                    | 12     |
| 5    | 8  | Tazio Nuvolari                         | Officine A. Maserati | Maserati 6C-34    | 113   | + 3 tours                    | 4      |
| 6    | 30 | Franco Comotti Attilio Marinoni        | Scuderia Ferrari     | Alfa Romeo Tipo B | 113   | + 3 tours                    | 15     |
| 7    | 20 | August Momberger Wilhelm Sebastian     | Auto Union           | Auto Union Type A | 112   | + 4 tours                    | 10     |
| 8    | 26 | Whitney Straight                       | Privé                | Maserati 8CM      | 112   | + 4 tours                    | 13     |
| Dsq. | 32 | Hans Rüesch                            | Privé                | Maserati 8CM      | 105   | Assistance extérieure        | 16     |
| 9    | 16 | Earl Howe                              | Privé                | Bugatti Type 51   | 104   | + 12 tours                   | 8      |
| Abd. | 4  | Achille Varzi Mario Tadini             | Scuderia Ferrari     | Alfa Romeo Tipo B | 97    | Boîte de vitesses            | 2      |
| Abd. | 18 | Goffredo Zehender                      | Privé                | Maserati 8CM      | 54    | Freins                       | 9      |
| Abd. | 28 | Hermann zu Leiningen                   | Auto Union           | Auto Union Type A | 54    | Panne d'essence              | 14     |
| Abd. | 12 | Luigi Fagioli                          | Daimler-Benz AG      | Mercedes-Benz W25 | 13    | Suralimentation              | 6      |
| Abd. | 22 | Ernst Jakob Henne                      | Daimler-Benz AG      | Mercedes-Benz W25 | 2     | Surchauffe/suralimentation ? | 11     |
| Np.  | 6  | Antonio Brivio                         | Bugatti              | Bugatti Type 59   | 0     | Suralimentation              | 3      |

- Légende : Abd.=Abandon - Np.=Non partant - Dsq.=Disqualifié

## Pole position et record du tour
- Pole position :  Rudolf Caracciola (Mercedes).
- Meilleur tour en course :  Hans Stuck (Auto Union) en 2 min 13 s 6 au 5e tour.

## À noter
Louis Chiron, fut initialement classé sixième en raison d'une erreur dans le décompte des tours (comptabilisé à quatre tours du vainqueur au lieu de trois), mais un contrôle des officiels rétablit le bon classement de la course. Cette modification ne sera publiée que plusieurs jours plus tard et de nombreux ouvrages font état des résultats non corrigés.